# Lodewijk III van Beieren (1269-1296)
Lodewijk III van Beieren (Landshut, 9 oktober 1269 - 9 oktober 1296) was van 1290 tot 1296 hertog van Neder-Beieren. Hij behoorde tot het huis Wittelsbach.

## Levensloop
Lodewijk III was de tweede zoon van hertog Hendrik XIII van Beieren en Elisabeth van Hongarije, dochter van koning Béla IV van Hongarije.
Na de dood van zijn vader in 1290 werd Lodewijk samen met zijn broers Otto III en Stefanus I hertog van Neder-Beieren. Dit bleef hij tot aan zijn dood in 1296.
Lodewijk stond bekend om zijn dure hofhouding, wat leidde tot een belastingstijging. Hij was gehuwd met Isabella van Lotharingen, dochter van hertog Ferry III van Lotharingen, maar het huwelijk bleef kinderloos.